# Baklava
Baklava er meget sødt bagværk, som er udbredt i mange mellemøstlige nationer og balkanlandene, og mange af disse lande hævder oprindelsen til deres nationale køkken.

## Udbredelse
Baklava er en national kage i Libanon, Bulgarien, Kosovo, Albanien, Grækenland, Tyrkiet, Irak, Bosnien, Serbien, Montenegro og i mange andre lande i Mellemøsten og Balkanlandene. 
Den har været spist af osmannerne i 1300-tallet.[kilde mangler]

## Fremstilling
Baklava er filodej med hakkede nødder (valnødder eller pistacienødder). Mens den er varm, hældes en lage over lavet af sukker, citron og vand. Baklavaerne udskæres i rombeform. Det klassiske tilbehør til baklava er en kop stærk, tyrkisk kaffe, da kaffens bitterhed er god sammen med baklavaens hvinende sødme.